# Odivelas (metropolitana di Lisbona)
Odivelas è una stazione metropolitana di Lisbona, capolinea della linea Gialla.
La stazione è stata inaugurata nel 2004.

## Interscambi
Nelle vicinanze della stazione effettuano fermata numerose linee automobilistiche interurbane, gestite da Rodoviária de Lisboa.
- Fermata autobus